# Picchiarello
Picchiarello (Woody Woodpecker), inizialmente chiamato Picchio Pacchio, è un personaggio immaginario dei cartoni animati e dei fumetti ideato da Walter Lantz nel 1940; è un picchio antropomorfo, basato sul modello del picchio delle ghiande (pur essendo simile anche al picchio pileato), comparso per la prima volta in cortometraggi prodotti da Lantz stesso e distribuiti dalla Universal Pictures. Appare in molti cameo in film come Chi ha incastrato Roger Rabbit e Uomini sulla Luna, in cui è inserito un cortometraggio nel quale il personaggio descrive i problemi fisici e tecnici del volo spaziale. Ha una propria stella nella Hollywood Walk of Fame.

## Caratterizzazione
Picchiarello è un picchio antropomorfo dall'anatomia funny animal, con postura bipede e ali completamente trasformate in braccia; ha la testa rossa, il becco e le zampe gialli, gli occhi verdi, il corpo blu come la coda posta dietro e la pancia bianca. Indossa inoltre un paio di guanti bianchi. Ha una personalità attiva con tratti di follia, per cortometraggi con gag slapstick e nonsense, accentuando il suo animo irriverente e fastidioso, una personalità molto simile alla prima versione di Daffy Duck (quando il celebre papero era "maniacalmente folle"). Nonostante la sua indubbia tendenza a irritare altri personaggi egli è intimamente buono e talvolta sono altri personaggi a punzecchiarlo prima che sia lui a cominciare.

## Concezione e sviluppo
Secondo l'agente di Lantz, l'idea del personaggio è saltata fuori durante la luna di miele del disegnatore con la moglie Gracie. Durante la notte infatti un rumoroso picchio disturbò i due, cospargendo di buchi la loro casa. È in quel momento che a Lantz venne l'idea di creare un cartone animato su quell'uccello, a cui aggiungerà la sua tipica risata. Si tratterebbe comunque di una leggenda, dal momento che Walter e Grace non erano ancora sposati all'epoca, e che la risata del picchio era uno dei cavalli di battaglia del doppiatore Mel Blanc.
Il personaggio debutta nel 1940 in un cortometraggio con protagonista Andy Panda, intitolato Knock Knock, ma dall'anno successivo Walter Lantz lo rende protagonista di una serie di corti. La creazione del personaggio è dovuta allo sceneggiatore Ben Hardaway per la caratterizzazione e all'animatore Alex Lovy per il grafica, mentre gli presta la voce il celebre doppiatore Mel Blanc. A conferirgli l'aspetto definitivo con cui è conosciuto sarà però il grande animatore Fred Moore nel 1947.
Dal 1999 è la mascotte ufficiale del parco a tema PortAventura a Barcellona.

## Altri media

### Cortometraggi
Picchiarello è protagonista di una omonima serie cinematografica prodotta dalla Walter Lantz Productions tra il 1941 e il 1972 e composta di 194 cortometraggi animati. La serie ottenne nel 1944 una nomination al premio Oscar come miglior corto d'animazione per l'episodio Picchiarello acrobata (The Dizzy Acrobat) e nel 1949 una nomination all'Oscar alla migliore canzone per The Woody Woodpecker Song, la storica sigla della serie, scritta da George Tibbles e Ramey Idriess. Col passare degli anni, mentre le sue apparizioni si facevano sempre più numerose, molti personaggi si sono affiancati a lui nelle sue avventure (il burbero tricheco Wally Walrus, il lupo Wolfie Wolf, l'astuto avvoltoio Buzz Buzzard, la fidanzata Winnie Woodpecker, i nipotini Knothead e Splinter, l'infido Dapper Denver Dooley, l'alligatore Gabby Gator e l'irascibile Signorina Meany ).

### Serie televisiva
Nel 1999 è uscita una nuova serie sul personaggio, The New Woody Woodpecker Show (in Italia chiamata semplicemente Picchiarello).

### Lungometraggi
Picchiarello - Il film (2017) film a tecnica mista, che mischia il live action e grafica computerizzata.
Picchiarello al campo estivo (2024) film a tecnica mista, che mischia il live action e Grafica computerizzata distribuito da Netflix.

### Webserie
Il 22 novembre 2018, Deadline Hollywood ha riferito che Universal 1440 Entertainment stava producendo una nuova serie animata 2D. La serie ha debuttato il 3 dicembre 2018 sui canali YouTube ufficiali di Picchiarello. La seconda stagione è stata lanciata nel 2020. La terza stagione è stata lanciata nel 2022.

### Sport
Nel 1999 la scuderia di Formula 1 Williams dipinse il personaggio di Picchiarello sui lati del musetto della propria vettura, la FW21, che in quella stagione vestiva una livrea simile a quella del personaggio.
Picchiarello venne raffigurato con la scritta "Williams F1" sul corpo.